# You (affluent du Yuan)
Pour les articles homonymes, voir You.
La rivière You shui (酉水, yŏu shuĭ), autrefois appelé You xi (酉溪, yŏu xī, « ruisseau You ») est un affluent du Yuan Jiang, prenant sa source sur le territoire de la municipalité de Chongqing et s'écoulant principalement à l'ouest la province du Hunan.
Elle passe par la préfecture autonome tujia et miao de Xiangxi, en traversant les xian de Longshan, Guzhang, Yongshun et le Yuanling. La rivière y traverse des villages pittoresques tels que le Bourg de Furong (xian de Yongshun), où elle est enjambée par le Pont de Wangcun (chinois : 王村特大桥, littéralement, Grand pont spécial de Wangcun), d'une portée de 200 mètres et d'une longueur de 302 mètres, au niveau du réservoir du barrage de Fengtan (zh).